# Hoplophthiracarus cazanicus
Hoplophthiracarus cazanicus är en kvalsterart som beskrevs av Zicman Feider och Calugar 1970. Hoplophthiracarus cazanicus ingår i släktet Hoplophthiracarus och familjen Phthiracaridae. Inga underarter finns listade i Catalogue of Life.